# 措恩
措恩（Zorn），或译佐恩，是德语姓氏，可能指：

## 德国
- 安德烈·措恩，气象学家和政治人物
- 安亚·措恩，足球运动员
- 阿尔曼德·措恩（英语：Armand Zorn），管理顾问和政治人物
- 伯恩德·措恩，工程师和机械师
- 丹尼尔·措恩，金融学家和大学讲师
- 丹尼尔-帕斯卡·措恩，哲学家
- 埃伯哈德·措恩（英语：Eberhard Zorn），将军
- 埃达·辛格林-措恩，女演员、作家和诗人
- 埃尔默·措恩，艺术顾问、展览策展人和公关人员
- 埃里希·措恩，工程师
- 弗洛里安·亚历山德鲁-措恩，音乐作家和鼓手
- 弗里德里希·措恩
  - 弗里德里希·措恩 (编年史作者)，编年史作者
  - 弗里德里希·措恩 (药剂师)，药剂师
  - 弗里德里希·阿尔伯特·措恩，舞蹈家和编舞家
- 格尔达·措恩，作家、记者
- 汉斯·措恩
  - 汉斯·措恩 (将军)（英语：Hans Zorn），将军
- 哈索·措恩，配音演员
- 海因茨-伯恩哈德·措恩，飞行员
- 赫尔曼·措恩，化学家
- 霍尔格·措恩，食品化学家、大学讲师
- 约翰·海因里希·措恩（英语：Johann Heinrich Zorn），牧师和鸟类学家
- 约翰内斯·措恩（英语：Johannes Zorn），植物学家
- 约瑟夫·措恩，政治人物
- 尤莉亚·措恩，冰球运动员
- 克劳斯·措恩，外交官
- 路德维希·措恩，画家
- 玛吉特·措恩，法官
- 彼得·措恩，神学家和大学教师
- 菲利普·措恩，法律学者
- 理查德·措恩，果树学家、当地历史学家和作家
- 鲁道夫·措恩，政治人物
- 蒂莫·措恩，美式足球运动员和教练
- 托马斯·措恩，律师和球员经纪人
- 乌尔苏拉·玛丽亚·措恩，女诗人
- 乌韦·措恩，足球运动员
- 瓦尔德马·措恩
  - 瓦尔德马·措恩 (政治人物)，政治人物
  - 瓦尔德马·措恩 (传教士)，俄德传教士
- 维尔纳·措恩，计算机科学家和大学教师
- 威廉·措恩，动物育种和饲料科学家
- 沃尔夫冈·措恩，历史学家

## 美国
- 查尔斯·鲁道夫·佐恩（英语：Charles Rudolph Zorn），政治人物及农场主
- 戴尔·佐恩（英语：Dale Zorn），政治人物
- 埃里克·佐恩（英语：Eric Zorn），芝加哥论坛报专栏作家，马克斯·佐恩之孙
- 吉姆·佐恩（英语：Jim Zorn），前国家美式橄榄球联盟四分卫和主教练
- 约翰·佐恩（英语：John Zorn），作曲家和萨克斯管演奏家
- 马克斯·奥古斯特·佐恩，德出生的数学家
- 皮特·佐恩（英语：Pete Zorn），美国音乐家
- 特丽莎·佐恩，游泳运动员，有史以来最成功的残奥会运动员
- 扎克·佐恩，游泳运动员

## 其他国家
- 安德斯·佐恩，瑞典画家、版画家和雕塑家
- 弗朗茨·措恩（英语：Franz Zorn），奥地利冰上赛道车手
- 弗里茨·措恩，费德里科·昂斯特笔名，瑞士教师和作家

|  | 本页或本分段罗列了姓氏为「措恩」的人物。 如果是一个指代特定个人的内链将您引导到本页，請考慮修正該人物的名字以將链接指向正確的條目。 |